# Benka Pulko
Benka Pulko (* 15. května 1967, Ptuj) je slovinská cestovatelka, spisovatelka a fotografka.

## Životopis
Narodila se 15. května 1967 ve městě Ptuj ve Slovinsku. Základní školu Breg v Ptuji dokončila v roce 1982 a poté se rozhodla pokračovat ve vzdělávání na Střední lékařské škole v Mariboru a v roce 1986 promovala v oboru zdravotnický technik. O dva roky později absolvovala studium masáže na Střední lékařské škole v Celje a v roce 1993 biologii na univerzitě v Lublani. V roce 1993 začala učit výchovu ke zdraví a biologii s ekologií na střední kadeřnické škole v Lublani. O rok později studovala postgraduální doplňkové studium pedagogiky a andragogiky na Filozofické fakultě v Lublani. Stala se také vedoucí a pedagožkou v Ústavu pro rehabilitaci postižené mládeže v Kamniku a poté v roce 1997 aktivní členkou Mezinárodní federace novinářů IFJ.
Vystudovala biologii, zdravotní sestru a masérku. Dne 19. června 1997 se vydala na motocyklu na cestu po celém světě. Vrátila se 10. prosince 2002. Za 2000 dní najela 180 016 kilometrů a zapsala se do Guinnessovy knihy rekordů s následujícími úspěchy:
- nejdelší výlet žen na motocyklu z hlediska doby cestování;
- nejdelší cesta motocyklu žen z hlediska ujeté vzdálenosti;
- první nepřetržitý nezávislý výlet na motocyklu na všech sedmi kontinentech světa;
- první sólová jízda ženy po Saúdské Arábii.

V roce 2003 vydala svou první knihu, monografii Po Zemlji okoli Sonca. Kniha získala ocenění Velký a Malý okřídlený lev na knižním veletrhu v Lublani za nejlepší společné provedení knihy a nejlepší reprodukci. V roce 2007 vydala autobiografii Pocestnica, která se stala bestsellerem, a Veřejný institut pro kulturu Slovinské republiky ji prohlásil za nejlepší knihu vydanou v roce 2007. Ve stejném roce také vydala dvojjazyčný umělecký katalog své předchozí tvůrčí práce v oblasti fotografie Faces of the World. V roce 2009 získala její první dětská kniha Dva cykly aneb Ve světě je dost prostoru pro všechny mezinárodní cenu Shwanenstadt 2009.
Je zakladatelkou Humanitární nadace na pomoc vzdělávání dětí po celém světě Věřte si a dobijte svět a je autorkou mnoha samostatných výstav fotografií doma i v zahraničí. Je zakládající členkou a matkou Stenske knjige v Kazalk igralk. Zabývá se motivačními přednáškami, hodně vystupuje a stále cestuje, píše a překládá.

## Ocenění
- Velký a malý okřídlený lev 2003 za nejlepší společné provedení knihy a reprodukci knihy Po zemlji okoli Sonca (Po Zemi kolem Slunce)
- Slovinka roku 2003[1]
- Nejlepší kniha vydaná v roce 2007 (Veřejný fond Slovinské republiky pro kulturní aktivity): Pocestnica
- Mednarodna nagrada Shwanenstadt 2009 za knihu Dva cykly anebo Na světě je dostatek prostoru pro každého